# رالف والتر
رالف والتر (بالألمانية: Ralf Walter)‏ هو سياسي ألماني، ولد في 15 مارس 1958 في آندرناخ في ألمانيا. حزبياً، نشط في الحزب الديمقراطي الاجتماعي الألماني.

## مناصب
- في انتخابات البرلمان الأوروبي 1994، انتخب عضو في البرلمان الأوروبي عن دائرة ألمانيا لترشحه ضمن قائمة الحزب الديمقراطي الاجتماعي الألماني، وقد انضم خلال فترته النيابية (19 يوليو 1994 – 19 يوليو 1999) للكتلة البرلمانية التحالف التقدمي للاشتراكيين والديمقراطيين.
- في انتخابات البرلمان الأوروبي 1999، انتخب عضو في البرلمان الأوروبي عن دائرة ألمانيا لترشحه ضمن قائمة الحزب الديمقراطي الاجتماعي الألماني، وقد انضم خلال فترته النيابية (20 يوليو 1999 – 19 يوليو 2004) للكتلة البرلمانية التحالف التقدمي للاشتراكيين والديمقراطيين.
- في انتخابات البرلمان الأوروبي 2004، انتخب عضو في البرلمان الأوروبي عن دائرة ألمانيا لترشحه ضمن قائمة الحزب الديمقراطي الاجتماعي الألماني، وقد انضم خلال فترته النيابية (20 يوليو 2004 – 13 يوليو 2009) للكتلة البرلمانية التحالف التقدمي للاشتراكيين والديمقراطيين.
- انتخب عضو في البوندستاغ الألماني خلال فترته النيابية  [لغات أخرى]‏ (10 يونيو 1991 – 21 أغسطس 1994).

## وصلات خارجية
- الموقع الرسمي